# Gillard
Gillard är en nederländsk kartingchassitillverkare. De vann EM 2004, med teamet P.D.B. De gör chassin till de flesta klasser: i formel Micro och formel Mini kör de med Raptorchassit och i KF3 (ICA Junior), KF2 (ICA), KF1 (Formel A), KZ2 (ICC), Rotax Max, Yamaha och Sport 2000 kör de med Charlottchassin. Den svenska leverantören är P.D.B. Racing Team Sweden. De brukar köras med IAME Parilla-motorer.